# Dabney Coleman
Dabney Wharton Coleman (Austin (Texas), 3 januari 1932 – Santa Monica (Californië), 16 mei 2024) was een Amerikaans acteur.

## Biografie
Coleman werd geboren in Austin en heeft gestudeerd aan de Virginia Military Institute in Lexington en aan de universiteit van Texas in Austin waar hij rechten heeft gestudeerd. In 1953 nam hij dienst in de United States Army en heeft ook in Europa gediend.
Coleman was van 1957 tot en met 1959 getrouwd, en van 1961 tot en met 1984 was hij opnieuw getrouwd waaruit hij vier kinderen heeft.
Coleman overleed op 16 mei 2024 op 92-jarige leeftijd.

## Prijzen en eerbewijzen

### Golden Globe
- 1988 in de categorie Beste Optreden door een Acteur in een Televisieserie met de televisieserie The Slap Maxwell Story – gewonnen.
- 1988 in de categorie Beste Optreden door een Acteur in een Bijrol in een Film met de film Sworn to Silence – genomineerd.
- 1984 in de categorie Beste Optreden door een Acteur in een Televisieserie met de televisieserie Buffalo Bill – genomineerd.

### Primetime Emmy Awards

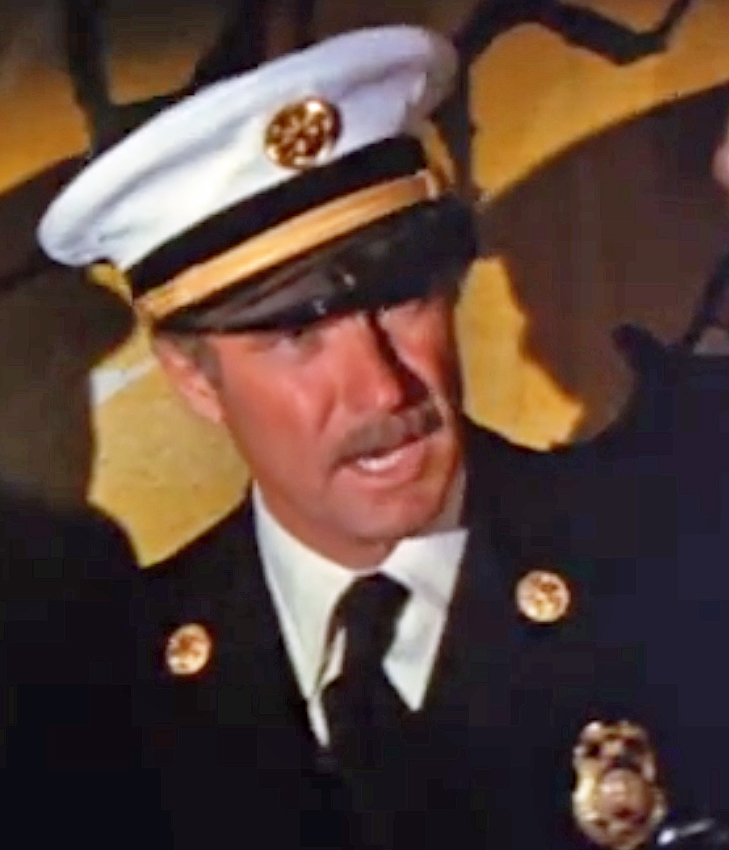
Dabney Coleman (1974)

- 1991 in de categorie Uitstekende Gastacteur in een Dramaserie met de televisieserie Columbo – genomineerd.
- 1988 in de categorie Uitstekende Acteur in een Hoofdrol in een Comedyserie met de televisieserie The Slap Maxwell Story – genomineerd.
- 1988 in de categorie Uitstekende Gastacteur in een Film met de film Baby M – genomineerd.
- 1987 in de categorie Uitstekende Gastacteur in een Film met de film Sworn to Silence – gewonnen.
- 1984 in de categorie Uitstekende Acteur in een Hoofdrol in een Televisieserie met de televisieserie Buffalo Bill – genomineerd.
- 1983 in de categorie Uitstekende Acteur in een Hoofdrol in een Televisieserie met de televisieserie Buffalo Bill – genomineerd.

### Screen Actors Guild Awards
- 2012 in de categorie Uitstekend Optreden door een Cast in een Dramaserie met de televisieserie Boardwalk Empire – gewonnen.
- 2011 in de categorie Uitstekend Optreden door een Cast in een Dramaserie met de televisieserie Boardwalk Empire – gewonnen.

### Eerbewijzen
- 2014 ster in de categorie Televisie op de Hollywood Walk of Fame.

## Filmografie

### Films
Selectie:
- 2005 Domino – als Drake Bishop
- 2002 Moonlight Mile – als Mike Mulcahey
- 1999 Stuart Little – als Dr. Beechwood
- 1999 Inspector Gadget – als chief Quimby
- 1998 You've Got Mail – als Nelson Fox
- 1998 My Date with the President's Daughter – als president Richmond
- 1993 Amos & Andrew – als hoofd van politie Cecil Tolliver
- 1990 Where the Heart Is – als Stewart McBain
- 1987 Dragnet – als Jerry Caesar
- 1984 The Muppets Take Manhattan – als Martin Price / Murray Plotsky
- 1983 WarGames – als McKittrick
- 1982 Tootsie – als Ron
- 1981 On Golden Pond – als Bill Ray
- 1980 9 to 5 - als Franklin Hart jr.
- 1975 Bite the Bullet – als Jack Parker
- 1974 The Towering Inferno – als vervangend brandweercommandant
- 1968 The Scalphunters – als Jed
- 1966 This Property Is Condemned – als verkoper
- 1965 The Slender Thread – als Charlie

### Televisieseries
Selectie:
- 2010 – 2011 Boardwalk Empire – als Commodore Louis Kaestner – 16 afl.
- 2010 – 2011 Pound Puppies – als burgemeester (stem) – 4 afl.
- 2007 Heartland – als Dr. Bart Jacobs – 6 afl.
- 2006 Courting Alex – als Jack Atwell / Bill Rose – 13 afl.
- 2001 – 2004 The Guardian – als Burton Fallin – 67 afl.
- 1997 – 1999 Recess – als schoolhoofd Peter Prickley (stem) – 13 afl.
- 1997 Jumanji – als Ashton Phillips – 2 afl.
- 1994 – 1995 Madman of the People – als Jack Buckner – 16 afl.
- 1991 – 1992 Drexell's Class – als Otis Drexell - 18 afl.
- 1987 – 1988 The Slap Mawwell Story – als Slap Maxwell – 22 afl.
- 1986 Fresno – als Tyler Cane – miniserie
- 1983 – 1984 Buffalo Bill – als Bill Bittinger – 26 afl.
- 1979 Diff'rent Strokes – als Fred Tanner – 2 afl.
- 1978 Barnaby Jones – als Ted Sayers – 2 afl.
- 1978 Apple Pie – als Fast Eddie Murtaugh – 8 afl.
- 1977 Fernwood 2 Night – als burgemeester Merie Jeeter – 2 afl.
- 1976 – 1977 Mary Hartman, Mary Hartman – als Merle Jeeter – 30 afl.
- 1966 – 1967 That Girl – als dr. Leon Bessemer – 8 afl.

- Bibsys: 2121956
- Biblioteca Nacional de España: XX1487666
- Bibliothèque nationale de France: cb14010775r (data)
- Gemeinsame Normdatei: 1045659746
- International Standard Name Identifier: 0000 0000 5935 4939
- Library of Congress Control Number: n92055700
- Nationale Bibliotheek van Tsjechië: xx0329403
- Nationale bibliotheek van Australië: 35495344
- Nationale Bibliotheek van Israël: 987007445087705171
- Nederlandse Thesaurus van Auteursnamen: 073132675
- SNAC: w66w9zhc
- Système universitaire de documentation: 242500315
- Trove: 973889
- Virtual International Authority File: 24799190
- WorldCat: E39PBJjCRbJ9FbMcmV6PP79FKd